# 賀翊新
賀翊新（1897年—1994年），字仲弼，河北故城縣人，北京大學畢業。曾於1949年至1954年，以及1957年至1967年兩度擔任臺北市立建國高級中學校長，是該校目前任期最久的一位校長。建國中學在其任內成長為全台灣人數最多的中學，並建立了自由的校風。

## 黨職
大陸時期，賀翊新曾擔任中國國民黨河北省黨部的數個黨職，包括1927年至1929年擔任籌備委員、指導委員、執行委員與常務委員，1933年至1935年任監察委員，1938年轉往北平市黨部擔任主委至1940年，1946年至1948年回到河北省黨部擔任青年運動委員會主委。

## 公職
1930年至1945年間賀翊新兩度出任北平私立大同中學校長，隨後曾任河北省教育廳廳長、河北省臨時參議會議長、河北省社会救济事业协会理事长、天津民國日報社董事等職。
國共內戰後隻身來台，1949年8月至1954年12月擔任臺北市立建國高級中學校長，賀翊新將北京大學開放的學風帶到了建國中學，廣受學生歡迎，曾兩度出掌建中，在其校史上也是僅見。在紅樓的入口處臺柱上嵌著一面石牌，上面鐫刻了四言的銘文，記載賀校長於1954年第一次卸任離開建中時，接受學生歡送的場景，全文如下 :

中華民國四十四年元月

赫赫黌宇

髦士三千

薰陶入座

恐後爭先

大而化之

賀公是瞻

金石貞固

永記年年

賀公仲弼        主校六載        春風廣

作育有方        當離別        群情悽愴

之詞        刻石勛勤為垂紀念

建國中學全體學生三七五四人敬勒

——紅樓銘
今「中華民國四十四年元月」字樣已難以辨識

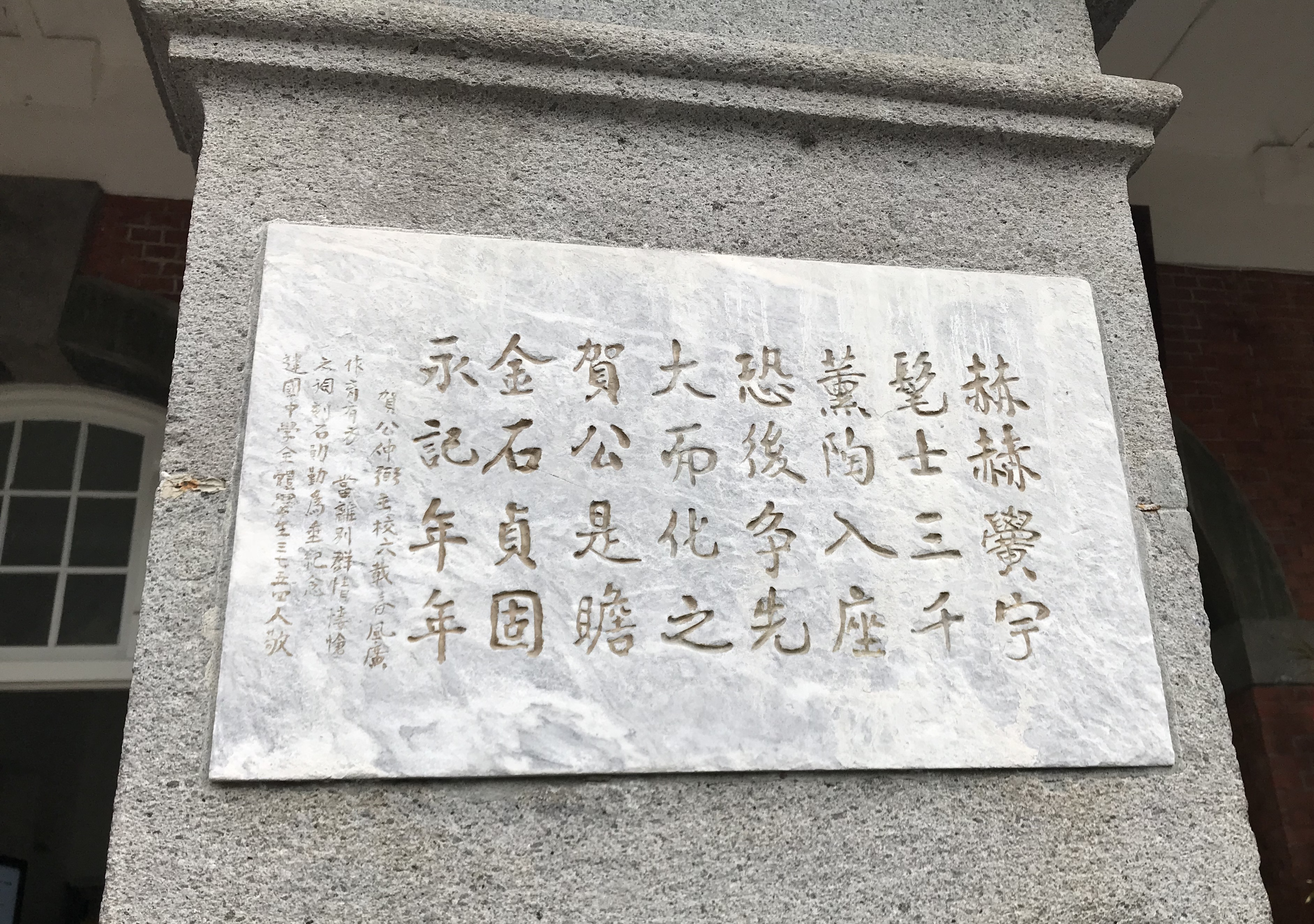
建國中學紅樓柱上紀錄賀翊新校長卸任時受到學生歡送的石板

1955年，賀翊新轉任國立政治大學秘書長，又轉任國立臺灣藝術大學之前身國立藝術學校的首任校長，當時藝術大學肇建，缺乏校舍，他借用鄰近的臺灣省國校教師研習會房舍作為教室使用，並借用國立臺灣藝術館供學生實習。當時藝術學校中兼有高職與專科兩種學制，1957年1月，賀翊新呈請教育部解決藝校學制的分歧，將其改制為專科學校，俾使教學發展與法規認定更為順暢，惜未獲教育部同意，他遂以階段性任務已完成為由請辭校長職務。
由於繼任的建國中學校長凌孝芬調往教育部任職，賀翊新在各界力邀下重返建國中學，於1957年8月至1967年1月再度擔任建國中學校長，前後擔任建國中學校長長達十四年九個月，是該校目前為止任期最久的校長。賀翊新擔任校長期間增設了補校10個班與夜間部12個班，曾辦理高級工商職業補習班，並於中和開辦中和分部，設立初中5個班，為今新北市立中和國民中學的前身，他退休時建國中學全校共有128個班，超過6000名學生，為全台灣最大的中學。賀翊新任內亦延攬了許多學者至校教書，提倡科學教育，支持社團活動，且因其民主開放的作風，豎立了建國中學自由的學風，對建國中學的發展貢獻良多。

## 個人生活
賀翊新在中國大陸原有妻子，國共內戰後留在中國大陸，賀在得知她逝世後於台北續絃。1967年，賀翊新自建國中學校長任上退休，不久後偕妻子移居美國，他與前妻在中國大陸所生的兒子也到了美國。1994年，賀翊新在美國病逝，享耆壽97歲。